# 블루스 인 인디아
《블루스 인 인디아》(영어: Basmati Blues)는 2017년 미국의 로맨틱 코미디 뮤지컬 영화이다. 대니 배런 감독이 연출했고 브리 라슨, 웃카시 앰부드카, 스콧 배큘라, 타인 데일리, 도널드 서덜랜드가 출연했다.
이 영화는 2018년 2월 9일 샤우트! 스튜디오(Shout! Studios)에서 한정판으로 VOD로 출시되었다.

## 줄거리
뉴욕에서 과학자 린다와 그녀의 아버지 에릭은 거대 기업 모길을 위해 유전자 조작 쌀 9를 개발한다. 모길은 이 쌀의 뛰어난 영양, 가뭄 및 해충 저항성을 홍보하며 린다를 새로운 영업 담당자로 고용하여 인도의 빌라리라는 마을에 쌀을 판매하려 한다. CEO 거건은 린다에게 인도 농부들을 설득하여 쌀을 재배하게끔 압박하고, 린다는 어쩔 수 없이 인도로 향한다.
인도로 가는 기차에서 린다는 농부의 아들인 라짓을 만나고, 빌라리에 도착해서는 모길과의 계약에 관심 있는 농업 담당자 윌리엄을 만난다. 윌리엄은 뉴욕에서 인정받고 싶어 계약 성사에 열을 올리고, 라짓은 대학 교육비를 벌기 위해 해충을 막는 잡초를 판매하려 한다. 린다는 인도 문화를 잘 모르지만 점차 적응해 가고, 라짓과 여러 번 우연히 마주치며 가까워진다.
모길은 농부들과 계약을 맺는 "쌀 교환의 날"을 계획하고, 쌀 9의 장점에 농부들은 쉽게 설득당한다. 하지만 라짓은 거대 기업의 의도를 의심하며, 쌀 교환의 날 전날 쌀 9와 자신의 잡초 중 어느 것이 더 나은지 겨루는 대회를 연다. 윌리엄은 계약 내용이 농부들에게 불리하고, 쌀 9의 씨앗이 불임이라는 사실을 알고 당황한다. 모길 측은 윌리엄에게 뉴욕 여행을 제안하며 회유하려 한다.
린다는 라짓의 농장에서 대회 사실을 알게 되고, 처음에는 화를 내지만, 쌀 9가 잡초보다 성능이 뛰어나다는 것을 확인한다. 린다는 모길의 계약이 초래할 지속 가능성 부족을 지적하고, 이에 라짓은 분노한다. 윌리엄은 라짓을 린다가 있던 실험실을 파손했다는 이유로 체포시킨다.
쌀 교환의 날, 린다는 농부들에게 진실을 폭로하고 모길에 대항하는 반란을 주도한다. 현지 경찰도 농부들 편에 서서 라짓을 풀어주고, 윌리엄은 마음을 바꿔 기차를 늦춘다. 린다는 기차를 분리하고, 윌리엄과 린다는 계약서를 태워버리고, 라짓은 기찻길에 차를 세워 기차를 멈춘다. 모길의 계획은 무산되고, 농부들은 쌀을 되찾고, 린다는 라짓과 함께하게 된다.

## 출연진
- 브리 라슨 - 린다 와트 박사
- 웃카시 앰부드카 - 라지트
- 사힐 세갈 - 윌리엄 파텔
- 스콧 배큘라 - 에릭 와트
- 타인 데일리 - 에블린
- 도널드 서덜랜드 - 거건 회장
- 락슈미 만추 - 시타
- 버그스 바르가바 크리슈나 - 바푸지
- 달리프 타힐 - 치프